# Friedrich von der Schulenburg
Friedrich Bernhard Karl Gustav Ulrich Erich Graf von der Schulenburg (Bobitz, 21. studenog 1865. -  Sankt Blasien, 19. svibnja 1939.) je bio njemački general i vojni zapovjednik. Tijekom Prvog svjetskog rata bio je načelnik stožera 6. armije i Grupe armija njemačkog prijestolonasljednika na Zapadnom bojištu.

## Vojna karijera
Friedrich von der Schulenburg rođen je 21. studenog 1865. u Bobitzu. Sin je Wernera von der Schulenburga i Mary von Maltzahn. Nakon jednog semestra na studiju u Heidelbergu, 1888. godine pristupa 2. gardijskoj ulanskoj pukovniji smještenoj u Berlinu. Od 1890. služi u pukovniji Gardijskog korpusa u Potsdamu tijekom koje službe je u studenom 1895. unaprijeđen u čin poručnika. Od 1897. nalazi se kao pobočnik u službi vojvode Johanna Albrechta od Mecklenburg-Schwerina, nakon čega je 1899. raspoređen na službu u Glavni stožer. U rujnu 1900. promaknut je u čin satnika, nakon čega od 1902. iduće četiri godine obnaša dužnost vojnog atašea u njemačkom veleposlanstvu u Londonu. U ožujku 1907. dostiže čin bojnika, dok u veljači 1913. postaje zapovjednikom pukovnije Gardijskog korpusa. Istodobno s tim imenovanjem imenovan je i pobočnikom cara Vilima II., te je promaknut u čin potpukovnika.

## Prvi svjetski rat
Na početku Prvog svjetskog rata Schulenburg postaje načelnikom stožera Gardijskog korpusa koji se pod zapovjedništvom Karla von Plettenberga nalazio u sastavu 2. armije na Zapadnom bojištu. Kao načelnik stožera Gardijskog korpusa sudjeluje u Graničnim bitkama i to opsadi Namura i Bitci kod Saint Quentina, te Prvoj bitci na Marni. Korpus je potom premješten na sjeverni dio Zapadnog bojišta u sastav 6. armije gdje sudjeluje u bitkama poznatim pod nazivom Trka k moru i to Bitci kod Arrasa i Prvoj bitci kod Ypresa.
U ožujku 1915. Schulenburg je zajedno s Gardijskim korpusom premješten na Istočno bojište u sastav novoformirane 11. armije gdje sudjeluje u ofenzivi Gorlice-Tarnow. Nakon navedene uspješne ofenzive promaknut je u čin pukovnika. U veljači 1916. pred početak Verdunske bitke imenovan je prvim časnikom u stožeru 5. armije kojom je zapovijedao prijestolonasljednik Vilim. Na navedenoj dužnosti se nalazi do kolovoza 1916. kada postaje načelnikom stožera 6. armije.
U studenom 1916. Schulenburg je imenovan načelnikom stožera Grupe armija njemačkog prijestolonasljednika zamijenivši na tom mjestu Walthera von Lüttwitza. Kao načelnik navedene grupe armija ističe se u defenzivnim bitkama na rijeci Aisnei i Champagni, te u zaustavljanju Nivelleove ofenzive nakon čega je 24. srpnja 1917. odlikovan ordenom Pour le Mérite. U lipnju 1918. promaknut je u čin general bojnika. Pred kraja rata pokušavao je nagovoriti cara Vilima da ne abdicira, te da uporabi vojsku protiv revolucionarnih kretanja u Njemačkoj.

## Poslije rata
Nakon rata Schulenburg je od siječnja 1919. zapovijedao 1. gardijskom konjičkom brigadom u Berlinu. U svibnju 1919. dao je ostavku, te se povukao na svoje imanje u Mecklenburg. Godine 1924. izabran je u Reichstag kao poslanik Njemačke nacionalne narodne stranke. Godine 1931. pristupa Nacionalsocijalističkoj stranci (NDSAP), a 1933. i odredima SA. Od 1933. poslanik je u Reichstagu kao član Nacionalsocijalističke stranke, a te iste godine u SA je imenovan ekspertom za vojna pitanja. Iste godine na vlastiti zahtjev napušta SA s činom oberführera. Pristupa SS-u gdje je 1936. unaprijeđen najprije u oberführera, te potom u brigadeführera. U SS-u je na kraju dostigao čin obergruppenführera. U travnju 1938. dodijeljen mu je počasni čin generala konjice. U tom razdoblju obnašao je i dužnost vojnog atašea u Londonu i Moskvi.
Friedrich von der Schulenburg preminuo je 19. svibnja 1939. u 74. godini života u Sankt Blasienu. Na pokopu mu je bio nazočan i sam Adolf Hitler. Od srpnja 1897. bio je oženjen s groficom Fredom-Marie von Arnim s kojom je imao pet sinova i jednu kćer.

## Vanjske poveznice
(eng.) Friedrich von der Schulenburg na stranici Prussianmachine.com

(njem.) Friedrich von der Schulenburg na stranici Deutschland14-18.de 

(njem.) Friedrich von der Schulenburg na stranici Deutsche-biographie.de